# Ficus mollicula
Ficus mollicula är en mullbärsväxtart som beskrevs av Henri François Pittier. Ficus mollicula ingår i släktet fikonsläktet, och familjen mullbärsväxter. Inga underarter finns listade i Catalogue of Life.